# Ороско, Майкл
Майкл Оро́ско Фиска́ль (исп. Michael Orozco Fiscal; 7 февраля 1986, Ориндж, Калифорния) — американский футболист мексиканского происхождения, защитник клуба «Ориндж Каунти». Выступал за сборную США. Участник Олимпийских игр в Пекине.

## Клубная карьера

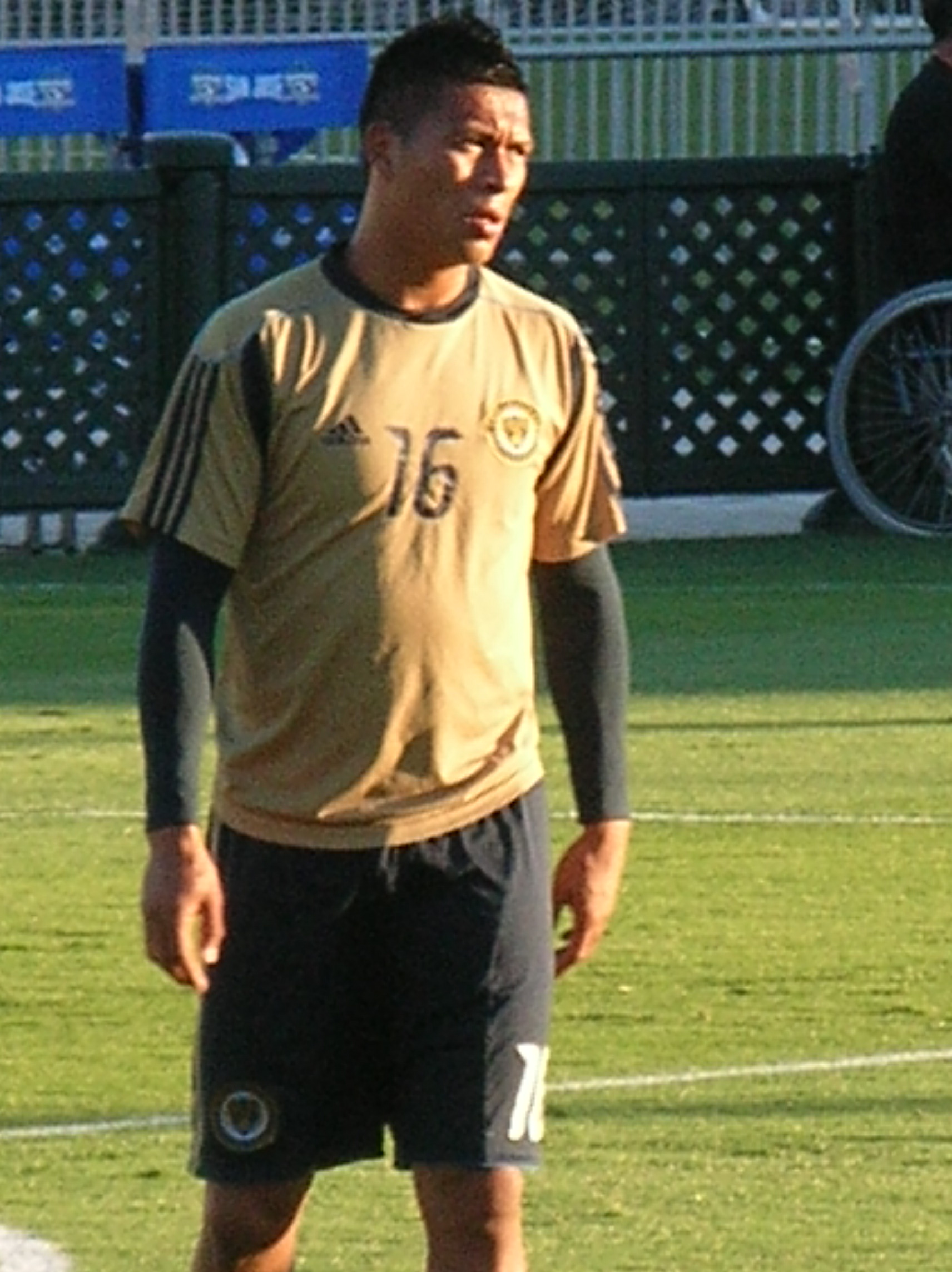
Ороско в составе «Филадельфия Юнион»

Родители Ороско — выходцы из Мексики, поэтому после четырёх лет выступлений за юношескую команду «Страйкерс», Майкл переехал на этническую родину в футбольную академию клуба «Сан-Луиса». Дебют во взрослой команде состоялся в сезоне Апертуры 2006, в поединке против УАНЛ Тигрес. 4 мая 2009 года в матче против «Сантос Лагуны», Ороско забил свой первый мяч за команду.
29 января 2010 года Майкл был взят в аренду клубом-новичком MLS «Филадельфия Юнион». 25 марта он участвовал в инаугуральном матче «Филадельфии Юнион», соперником в котором был «Сиэтл Саундерс». 17 июля во встрече с «Торонто» Майкл забил свой первый гол за «Филадельфию» и помог команде победить. 16 октября в матче против «Ред Буллз» гол полузащитника вновь принёс победу «Юнион».
После окончания аренды Майкл вернулся в «Сан-Луис». 29 июля 2012 года в матче против «Крус Асуль» он забил свой первый гол после возвращения из США. В конце года Ороско перешёл в «Пуэблу» на правах аренды. 6 января 2013 года в поединке против «Тихуаны» он дебютировал за новую команду. 25 августа в матче против «Крус Асуль» Майкл забил свой первый гол за «Пуэблу». Летом 2013 года Ороско заключил с клубом полноценный контракт.
Летом 2015 года Майкл перешёл в «Тихуану». 26 июля в матче против «Пачуки» он дебютировал за новую команду.
22 июня 2019 года Ороско подписал контракт с клубом Чемпионшипа ЮСЛ «Ориндж Каунти». Во второй лиге США он дебютировал 29 июня в матче против «Лос-Анджелес Гэлакси II». 25 августа в матче против «Реал Монаркс» он забил свой первый гол за «Ориндж Каунти».

## Международная карьера
В 2008 году Ороско был вызван в олимпийскую сборную США для участия в квалификационных матчах за попадание на Олимпийские игры в Пекине. В отборочном турнире он был одним из лучших и по его окончании вошёл в символическую сборную КОНКАКАФ по итогам турнира.
В составе национальной команды он полетел в Пекин, там он провёл все три матча команды. В финальном поединке за выход из группы против сборной Нигерии Майкл умышленно ударил локтем в грудь Соломона Окоронково и получил красную карточку.
28 августа 2008 года Ороско получил вызов в сборную США для участия в матчах квалификационного раунда чемпионата мира 2010 против сборных Кубы и Тринидада и Тобаго. 15 октября того же года он сыграл против сборной Тринидада и Тобаго все 90 минут.
Следующий вызов в национальную команду Ороско получил только через три года 11 августа 2011 года на товарищеский матч против сборной Мексики. Через год, 15 августа Майкл вновь был приглашён в сборную для участия во встрече с мексиканцами. В этом матче он забил свой первый гол за сборную, который оказался единственным в матче. Эта победа стала для американцев первой одержанной над сборной Мексики на стадионе «Ацтека».
В 2013 году Майкл выиграл Золотой кубок КОНКАКАФ. На турнире Ороско сыграл в матчах против команд Белиза, Коста-Рики, Кубы и Сальвадора.
Летом 2016 года Майкл принял участие в домашнем Кубке Америки. На турнире он сыграл в матче против команды Парагвая.

### Голы за сборную США
| #   | Дата            | Место                             | Противник | Счёт | Результат | Соревнование                       |
| --- | --------------- | --------------------------------- | --------- | ---- | --------- | ---------------------------------- |
| 01. | 15 августа 2012 | Ацтека, Мехико, Мексика           | Мексика   | 0:1  | 0:1       | Товарищеский матч                  |
| 02. | 9 июля 2013     | Джелд-Уэн Филд, Портленд, США     | Белиз     | 5:1  | 6:1       | Золотой кубок КОНКАКАФ 2013        |
| 03. | 16 октября 2013 | Роммель Фернандес, Панама, Панама | Панама    | 1:1  | 2:3       | Чемпионат мира 2014 (квалификация) |
| 04. | 1 февраля 2016  | Стабхаб Сентер, Карсон, США       | Исландия  | 2:2  | 3:2       | Товарищеский матч                  |